# Joel Anthony
Joel Vincent Anthony (Montréal, 9 agosto 1982) è un ex cestista canadese.

## Carriera
Con il Canada ha disputato i Campionati mondiali del 2010 e quattro edizioni dei Campionati americani (2009, 2011, 2013, 2017).

## Statistiche

### College
| Anno      | Squadra        | PG | PT | MP   | TC%  | 3P% | TL%  | RP  | AP  | PRP | SP  | PP  |
| --------- | -------------- | -- | -- | ---- | ---- | --- | ---- | --- | --- | --- | --- | --- |
| 2004-2005 | UNLV R. Rebels | 31 | 3  | 13,6 | 50,0 | -   | 48,3 | 2,7 | 0,2 | 0,2 | 1,5 | 1,9 |
| 2006-2007 | UNLV R. Rebels | 37 | 6  | 18,1 | 59,7 | -   | 60,4 | 4,1 | 0,4 | 0,5 | 2,9 | 5,2 |
| Carriera  | Carriera       | 68 | 9  | 16,1 | 57,3 | -   | 56,1 | 3,5 | 0,3 | 0,4 | 2,3 | 3,7 |

### NBA

#### Regular season
| Anno       | Squadra           | PG  | PT  | MP   | TC%  | 3P% | TL%  | RP  | AP  | PRP | SP  | PP  |
| ---------- | ----------------- | --- | --- | ---- | ---- | --- | ---- | --- | --- | --- | --- | --- |
| 2007-2008  | Miami Heat        | 24  | 1   | 20,8 | 46,7 | -   | 59,2 | 3,9 | 0,1 | 0,4 | 1,3 | 3,5 |
| 2008-2009  | Miami Heat        | 65  | 28  | 16,1 | 48,3 | -   | 65,2 | 3,0 | 0,4 | 0,3 | 1,4 | 2,2 |
| 2009-2010  | Miami Heat        | 80  | 16  | 16,5 | 47,8 | -   | 71,7 | 3,1 | 0,2 | 0,3 | 1,4 | 2,7 |
| 2010-2011  | Miami Heat        | 75  | 11  | 19,5 | 53,5 | -   | 64,4 | 3,5 | 0,3 | 0,1 | 1,2 | 2,0 |
| 2011-2012† | Miami Heat        | 64  | 51  | 21,1 | 55,9 | -   | 69,0 | 3,9 | 0,1 | 0,6 | 1,3 | 3,4 |
| 2012-2013† | Miami Heat        | 62  | 3   | 9,1  | 51,5 | -   | 60,7 | 1,9 | 0,2 | 0,2 | 0,7 | 1,4 |
| 2013-2014  | Miami Heat        | 12  | 0   | 3,1  | 33,3 | -   | 100  | 0,6 | 0,0 | 0,0 | 0,3 | 0,5 |
| 2013-2014  | Boston Celtics    | 21  | 0   | 7,1  | 38,5 | -   | 33,3 | 1,5 | 0,1 | 0,1 | 0,4 | 1,0 |
| 2014-2015  | Detroit Pistons   | 49  | 0   | 8,3  | 58,1 | -   | 68,2 | 1,9 | 0,1 | 0,2 | 1,0 | 1,8 |
| 2015-2016  | Detroit Pistons   | 19  | 0   | 5,1  | 60,0 | -   | 75,0 | 1,1 | 0,1 | 0,1 | 0,6 | 0,9 |
| 2016-2017  | San Antonio Spurs | 19  | 0   | 6,4  | 62,5 | -   | 62,5 | 1,6 | 0,2 | 0,1 | 0,3 | 1,3 |
| Carriera   | Carriera          | 490 | 110 | 14,4 | 51,3 | -   | 66,2 | 2,8 | 0,2 | 0,3 | 1,1 | 2,2 |

#### Play-off
| Anno     | Squadra           | PG | PT | MP   | TC%  | 3P% | TL%  | RP  | AP  | PRP | SP  | PP  |
| -------- | ----------------- | -- | -- | ---- | ---- | --- | ---- | --- | --- | --- | --- | --- |
| 2009     | Miami Heat        | 6  | 2  | 14,7 | 80,0 | -   | 100  | 3,2 | 0,3 | 0,0 | 1,2 | 1,7 |
| 2010     | Miami Heat        | 5  | 0  | 15,8 | 71,4 | -   | 75,0 | 1,8 | 0,2 | 0,4 | 1,0 | 2,6 |
| 2011     | Miami Heat        | 21 | 13 | 27,4 | 36,7 | -   | 71,0 | 4,6 | 0,5 | 0,4 | 1,8 | 2,8 |
| 2012†    | Miami Heat        | 17 | 1  | 19,4 | 58,6 | -   | 80,0 | 3,2 | 0,1 | 0,3 | 0,9 | 3,2 |
| 2013†    | Miami Heat        | 14 | 0  | 5,1  | 30,0 | -   | -    | 1,5 | 0,0 | 0,1 | 0,3 | 0,4 |
| 2017     | San Antonio Spurs | 3  | 0  | 5,0  | 75,0 | -   | 0,0  | 1,3 | 0,0 | 0,0 | 0,7 | 2,0 |
| Carriera | Carriera          | 66 | 16 | 17,5 | 48,1 | -   | 74,6 | 3,1 | 0,2 | 0,3 | 1,1 | 2,2 |

## Palmarès
- Campionato NBA: 2

Miami Heat: 2012, 2013